# Bahnhof Löwenberg (Mark)
Der Bahnhof Löwenberg (Mark) ist ein Durchgangsbahnhof im Ortsteil Neulöwenberg der Gemeinde Löwenberger Land. Er liegt an der Berliner Nordbahn und ist Ausgangspunkt der Bahnstrecken Löwenberg–Flecken Zechlin und Löwenberg–Prenzlau. Neben dem Bahnhof Nassenheide und dem Haltepunkt Grüneberg ist der Bahnhof Löwenberg (Mark) einer von drei Zugangspunkten zum Eisenbahnpersonenverkehr in der Gemeinde Löwenberger Land.

## Geschichte

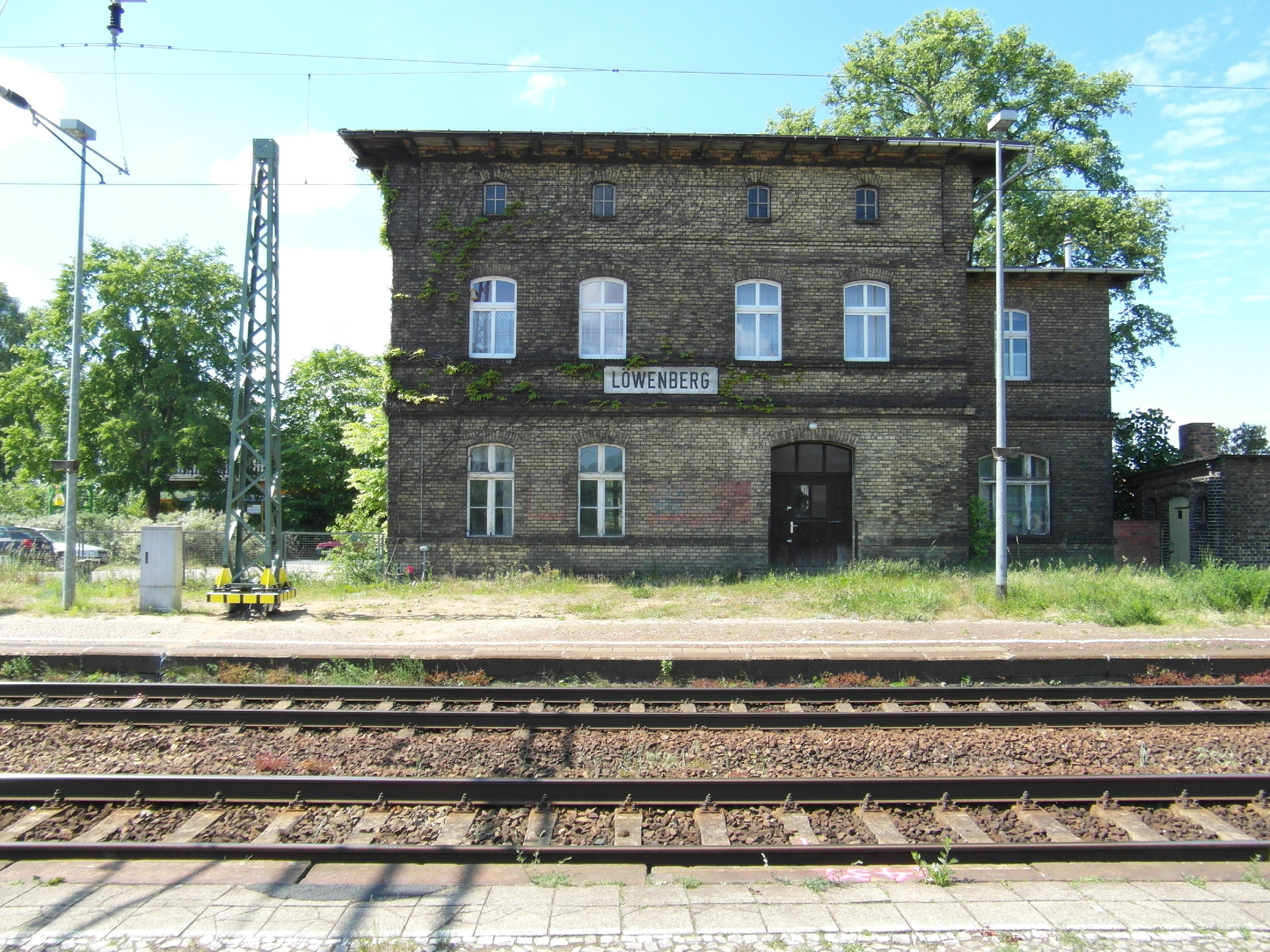
Eisenbahnerwohnhaus, nach 1990 als Ersatz für das kriegszerstörte Empfangsgebäude genutzt

Löwenberg (Mark) wurde als Bahnhof der Preußischen Staatseisenbahnen mit der Fertigstellung der ersten Etappe der Berliner Nordbahn am 10. Juli 1877 eröffnet. 1888 wurde der Abzweig nach Templin freigegeben und 1899 bis Prenzlau verlängert.
Seit 1896 verkehrte von einem Privatbahnhof, der neben dem Staatsbahnhof angelegt worden war, eine Kleinbahn nach Lindow (Mark), die 1899 bis Rheinsberg (Mark) verlängert wurde. 1907 wurde die Kleinbahn in eine Nebenbahn umgewandelt und 1928 bis Flecken Zechlin verlängert.
1983/84 wurde die Berliner Nordbahn im Bereich des Bahnhofs durch die Deutsche Reichsbahn elektrifiziert. Im Zuge dessen entstand in Löwenberg (Mark) ein dezentrales Umformerwerk, welches im Dezember 1983 in Betrieb ging und rund 20 Jahre lang die Versorgung des Streckenabschnitts mit Bahnstrom sicherstellte. Im Jahre 2011 wurde das leerstehende Gebäude an eine Privatperson verkauft und beherbergt heute ein Museum mit Ausstellungsobjekten der Deutschen Reichsbahn und der ehemaligen DDR.
Von 2012 bis 2013 fanden umfangreiche Bauarbeiten an der Berliner Nordbahn statt. Dabei wurde der Bahnhof ausgebaut. Der ehemalige Tunnel des Bahnhofs wurde im Zuge der Arbeiten vollständig verfüllt und durch eine Brücke ersetzt. Dabei wurde zunächst auf einen Aufzug verzichtet, sodass der Zugang zu einigen Gleisen nicht rollstuhlgerecht war. Mit Bundes- und Landesmitteln wurde eine weitere Modernisierung der Station geplant und bis Ende 2018 durch den Einbau von zwei Aufzügen der barrierefreie Übergang zum Mittelbahnsteig ermöglicht.

## Verkehrsanbindung

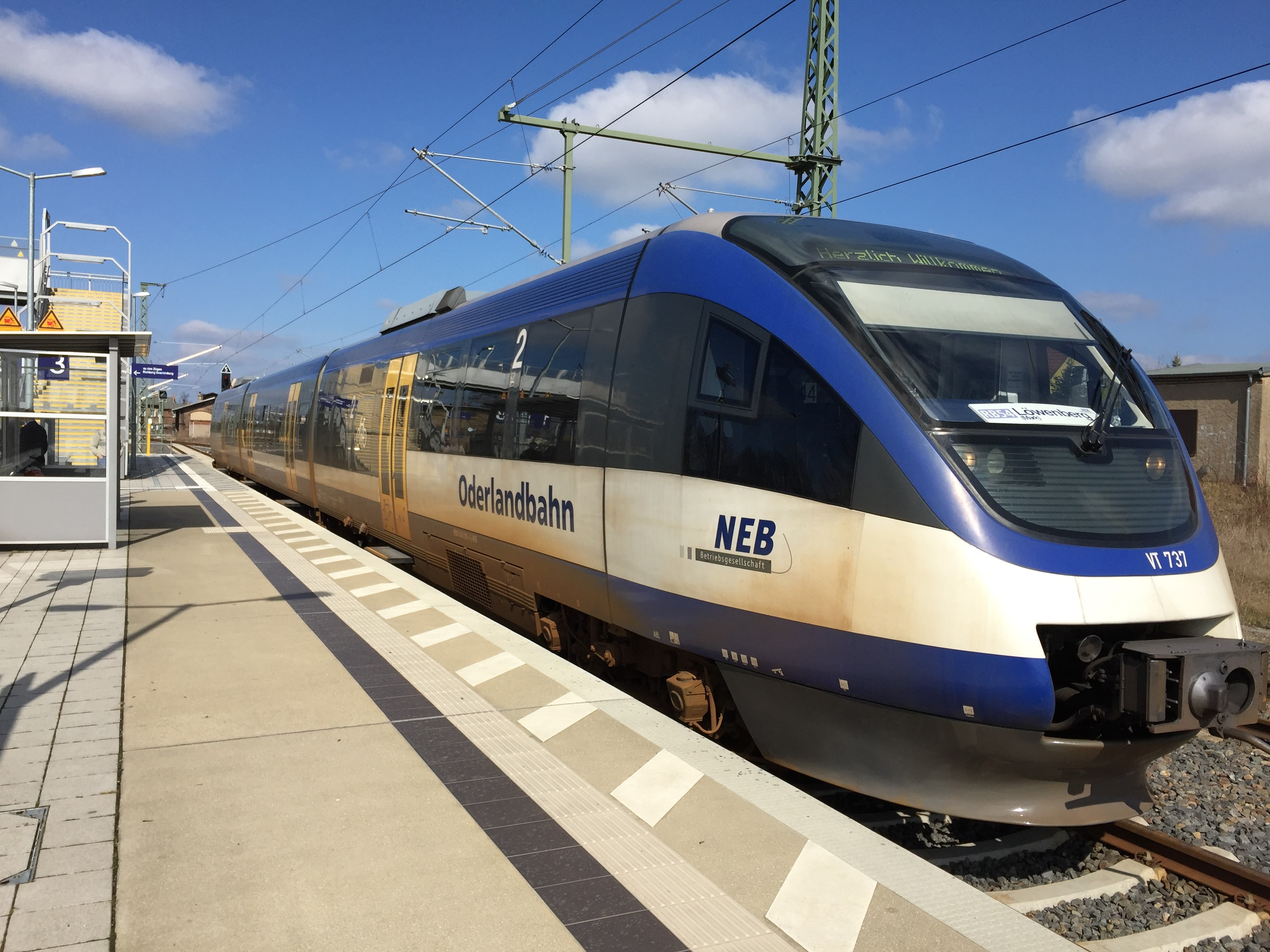
Talent-Triebwagen der NEB im Bahnhof Löwenberg (Mark)

Der Bahnhof Löwenberg (Mark) liegt im Tarifgebiet des Verkehrsverbundes Berlin-Brandenburg. Er wird von folgenden Zügen angefahren:
| Linie                    | Linienverlauf | Takt (min) | EVU              |
| ------------------------ | --- | ---------- | ---------------- |
| RE 5                     | Berlin Südkreuz – Berlin Hbf – Berlin Gesundbrunnen – Oranienburg – Löwenberg (Mark) – Gransee – Fürstenberg (Havel) – Neustrelitz Hbf – Neubrandenburg – Altentreptow – Demmin – Stralsund Hbf                   | 120        | DB Regio Nordost |
| RB 12                    | Berlin Ostkreuz – Berlin-Lichtenberg – Berlin-Hohenschönhausen – Oranienburg – Sachsenhausen – Nassenheide – Grüneberg – Löwenberg (Mark) – Zehdenick (Mark) – Vogelsang – Hammelspring – Templin – Templin Stadt | 60         | NEB              |
| RB 54                    | Rheinsberg (Mark) – Lindow (Mark) – Herzberg (Mark) – Löwenberg (Mark) (– Oranienburg – Berlin-Hohenschönhausen – Berlin-Lichtenberg – Berlin Ostkreuz)                                                           | 120        | NEB              |
| Stand: 15. Dezember 2024 | |            |                  |

Die zweistündlich verkehrende Regionalbahnlinie RB 54 wird seit Dezember 2018 ganzjährig angeboten. Um die Mittagszeit besteht eine dreistündige Lücke. In Löwenberg haben die Züge direkten Anschluss an die RB 12 von und nach Berlin. Am Wochenende fährt morgens ein Zug vom und abends zum Bahnhof Ostkreuz.